# 拉多米尔·贾洛维奇
拉多米尔·贾洛维奇（英文亦作Djalovic，1982年10月29日—）是蒙特內哥羅职业足球运动员，司职前锋，蒙特內哥羅国家队成员，目前效力於黑山足球甲級聯賽的布度洛斯。

## 职业生涯

### 俱乐部
贾洛维奇18岁加盟貝爾格勒红星，2002年加盟克罗地亚的萨格勒布NK，后来又先后在比勒菲尔德、里耶卡、布加勒斯特快速等队效力。

### 国家队
2007年赛季，贾洛维奇获得了黑山国家队的征召。贾洛维奇为黑山国家队出场26次打进7球，效率还算不错，参加了2010年世界杯预选赛，后来因个人原因在2012年2月选择退出了国家队。

## 榮譽
貝爾格萊德紅星足球俱樂部
- 南斯拉夫足球甲級聯賽：2000–01

沙巴罕體育會
- 哈茲菲盃：2012–13

樸高利卡足球會
- 黑山足球甲級聯賽：2016–17